# Adolfo de la Huerta
Adolfo de la Huerta Marcor (26. svibnja 1881. – 9. srpnja 1955.), meksički političar  i državnik, drugi post-revolucionarni predsjednik Meksika.
Rodio se u mjestu Hermosillo, država Sonora. Kao guverner te države, poveo je revoluciju iz Agua Priete kojom je svrgnut, a kasnije i ubijen meksički predsjednik Venustiano Carranza.
Nakon Carranzine smrti, imenovanim je privremenim predsjednikom Meksika, i tu dužnost je obnašao od 1. lipnja do 1. prosinca 1920. godine.
Jedna od najvažnijih stvari koja s edogodila u tih 6 mjeseci je predaja Pancha Ville i njegove vojske.
1923., podržan vojskom, poveo je pobunu čiji je cilj bio smjena Alvara Obregona, a sam Obregon je kasnije otpustio pobunjenike.
Adolfa se ne smije miješati s drugim vojskovođom, a to je Victoriano Huerta (Šakal).
Na položaju predsjednika naslijedio ga je Alvaro Obregon.
Umro je u Mexico Cityu 1955. Imao je 74 godine.